# Gentianellasläktet
Gentianellasläktet (Gentianella) är ett släkte i familjen gentianaväxter. Tidigare ingick gentianella-arterna i släktet gentianasläktet (Gentiana).

## Några arter
- Fältgentiana (Gentianella campestris)
- Kustgentiana (Gentianella baltica)
- Lappgentiana (Gentianella tenella)
- Ängsgentiana (Gentianella amarella)

## Dottertaxa till Gentianellasläktet, i alfabetisk ordning[1]
- Gentianella albanica
- Gentianella albidocaerulea
- Gentianella alborosea
- Gentianella alborubra
- Gentianella amarella
- Gentianella andreae-mathewsii
- Gentianella androsacea
- Gentianella anglica
- Gentianella angustiflora
- Gentianella angustifolia
- Gentianella anisodonta
- Gentianella annaverae
- Gentianella anomala
- Gentianella antarctica
- Gentianella antipoda
- Gentianella arenaria
- Gentianella arenarioides
- Gentianella armerioides
- Gentianella aspera
- Gentianella astonii
- Gentianella asyneumoides
- Gentianella atrata
- Gentianella atroviolacea
- Gentianella aurea
- Gentianella auriculata
- Gentianella austriaca
- Gentianella azurea
- Gentianella bangii
- Gentianella barringtonensis
- Gentianella bawbawensis
- Gentianella bellatula
- Gentianella bellidifolia
- Gentianella benedictae
- Gentianella bicolor
- Gentianella biebersteinii
- Gentianella bockii
- Gentianella bohemica
- Gentianella brandtiana
- Gentianella brevisepala
- Gentianella bridgesii
- Gentianella briquetiana
- Gentianella bromifolia
- Gentianella brunneotincta
- Gentianella buchtienii
- Gentianella bulgarica
- Gentianella cabrerae
- Gentianella calanchoides
- Gentianella calcarea
- Gentianella calcis
- Gentianella calycidon
- Gentianella campanuliformis
- Gentianella campestris
- Gentianella canosoi
- Gentianella carneorubra
- Gentianella carpatica
- Gentianella caucasea
- Gentianella centamalensis
- Gentianella cerastioides
- Gentianella cerina
- Gentianella cernua
- Gentianella cerrateae
- Gentianella chamuchui
- Gentianella chathamica
- Gentianella chlorantha
- Gentianella chrysantha
- Gentianella chrysosphaera
- Gentianella chrysotaenia
- Gentianella claytonioides
- Gentianella clelandii
- Gentianella coccinea
- Gentianella columnae
- Gentianella concinna
- Gentianella coquimbensis
- Gentianella corallina
- Gentianella corymbifera
- Gentianella corymbosa
- Gentianella cosmantha
- Gentianella crassicaulis
- Gentianella crassulifolia
- Gentianella crispata
- Gentianella crossolaema
- Gentianella cunninghamii
- Gentianella cuspidata
- Gentianella dacrydioides
- Gentianella dasyantha
- Gentianella dasythamna
- Gentianella davidiana
- Gentianella decemnectaria
- Gentianella decumbens
- Gentianella demissa
- Gentianella dianthoides
- Gentianella dielsiana
- Gentianella diemensis
- Gentianella diffusa
- Gentianella dilatata
- Gentianella dissitifolia
- Gentianella divisa
- Gentianella dolichopoda
- Gentianella dombeyana
- Gentianella duthiei
- Gentianella eichleri
- Gentianella engadinensis
- Gentianella ericoides
- Gentianella ericothamna
- Gentianella ernestii
- Gentianella erythrochrysea
- Gentianella euphorbiifolia
- Gentianella eurysepala
- Gentianella fabrisii
- Gentianella fastigiata
- Gentianella fiebrigii
- Gentianella filipes
- Gentianella fimbrilinguis
- Gentianella flaviflora
- Gentianella florida
- Gentianella foliosa
- Gentianella formosissima
- Gentianella fruticulosa
- Gentianella fuscicaulis
- Gentianella gageoides
- Gentianella gentianoides
- Gentianella germanica
- Gentianella gibbsii
- Gentianella gilgiana
- Gentianella gilioides
- Gentianella glossocarpa
- Gentianella gracilis
- Gentianella graminea
- Gentianella grandis
- Gentianella grantii
- Gentianella griersonii
- Gentianella grisebachii
- Gentianella gunniana
- Gentianella helianthemoides
- Gentianella herrerae
- Gentianella hieronymi
- Gentianella hirculus
- Gentianella holosteoides
- Gentianella huancaveliquensis
- Gentianella hyssopifolia
- Gentianella iberidea
- Gentianella imberbis
- Gentianella impressinervia
- Gentianella incurva
- Gentianella insubrica
- Gentianella jamesonii
- Gentianella junussovii
- Gentianella krauseana
- Gentianella kuntzei
- Gentianella kurtzii
- Gentianella kusnezowii
- Gentianella laevicalyx
- Gentianella larecajensis
- Gentianella liburnica
- Gentianella lilacina
- Gentianella lilacinoflavescens
- Gentianella lilliputiana
- Gentianella limoselloides
- Gentianella lineata
- Gentianella liniflora
- Gentianella lipskyi
- Gentianella lithophila
- Gentianella lobelioides
- Gentianella longibarbata
- Gentianella lowndesii
- Gentianella luridoviolacea
- Gentianella luteoalba
- Gentianella luteomarginata
- Gentianella lutescens
- Gentianella lythroides
- Gentianella macrorrhiza
- Gentianella maddenii
- Gentianella magellanica
- Gentianella magnifica
- Gentianella meyeniana
- Gentianella microcalyx
- Gentianella minutissima
- Gentianella montana
- Gentianella moorcroftiana
- Gentianella muelleriana
- Gentianella multicaulis
- Gentianella multiflora
- Gentianella muscoides
- Gentianella myriantha
- Gentianella narcissoides
- Gentianella neomandonii
- Gentianella nevadensis
- Gentianella nitida
- Gentianella nummulariifolia
- Gentianella odontosepala
- Gentianella oellgaardii
- Gentianella oranensis
- Gentianella oreosilene
- Gentianella orobanchoides
- Gentianella ottonis
- Gentianella palcana
- Gentianella pallidelilacina
- Gentianella paludicola
- Gentianella parviflora
- Gentianella patula
- Gentianella pavonii
- Gentianella pernettyoides
- Gentianella persquarrosa
- Gentianella peruviana
- Gentianella petrophila
- Gentianella pevalekii
- Gentianella pilgeriana
- Gentianella pilosa
- Gentianella pleurogynoides
- Gentianella pluvialis
- Gentianella poculifera
- Gentianella polyantha
- Gentianella polysperes
- Gentianella poretzkyi
- Gentianella porphyrantha
- Gentianella potamophila
- Gentianella primuloides
- Gentianella profusa
- Gentianella promethea
- Gentianella propinqua
- Gentianella pseudazurea
- Gentianella pseudocrassula
- Gentianella pseudolycopodium
- Gentianella pulla
- Gentianella punensis
- Gentianella punicea
- Gentianella pygmaea
- Gentianella pyrostelium
- Gentianella quinquefolia
- Gentianella radicata
- Gentianella raimondiana
- Gentianella ramosa
- Gentianella rapunculoides
- Gentianella rima
- Gentianella riojae
- Gentianella roseolilacina
- Gentianella rugicalyx
- Gentianella ruizii
- Gentianella rupicola
- Gentianella sagasteguii
- Gentianella sanchezii
- Gentianella sancti-mathaei
- Gentianella sanctorum
- Gentianella sandiana
- Gentianella sandiensis
- Gentianella saposhnikovii
- Gentianella saxicola
- Gentianella saxifragoides
- Gentianella saxosa
- Gentianella scarlatiflora
- Gentianella scarlatina
- Gentianella scarlatinostriata
- Gentianella scopulorum
- Gentianella selaginifolia
- Gentianella serotina
- Gentianella setipes
- Gentianella sibirica
- Gentianella silenoides
- Gentianella smithii
- Gentianella soratensis
- Gentianella speciosissima
- Gentianella spenceri
- Gentianella splendens
- Gentianella stellata
- Gentianella stenosepala
- Gentianella stoliczkae
- Gentianella sugawarae
- Gentianella sulphurea
- Gentianella sylvicola
- Gentianella tarahumarae
- Gentianella tarapacana
- Gentianella tenuifolia
- Gentianella tereticaulis
- Gentianella thiosphaera
- Gentianella thyrsoidea
- Gentianella tischkovii
- Gentianella tortuosa
- Gentianella tovariana
- Gentianella transalaica
- Gentianella tristicha
- Gentianella tubulosa
- Gentianella turkestanorum
- Gentianella uberula
- Gentianella uliginosa
- Gentianella umbellata
- Gentianella undulatisepala
- Gentianella urnigera
- Gentianella vaginalis
- Gentianella vargasii
- Gentianella waygecha
- Gentianella weberbaueri
- Gentianella weigendii
- Gentianella vernicosa
- Gentianella violacea
- Gentianella wislizenii
- Gentianella wrightii